# Hadroibidion nanum
Hadroibidion nanum là một loài bọ cánh cứng trong họ Cerambycidae.